# Larouillies
Larouillies település Franciaországban, Nord megyében. Lakosainak száma 239 fő (2022. január 1.). Larouillies La Flamengrie, Étrœungt és Floyon községekkel határos.

## Népesség
A település népességének változása:
| Lakosok száma | 262  | 260  | 266  | 252  | 248  | 249  | 249  | 248  | 239  |
|               | 2013 | 2015 | 2016 | 2017 | 2018 | 2019 | 2020 | 2021 | 2022 |